# Liste der Regierungsvorsitzenden des Autonomen Gebiets Tibet
Dies ist die Liste der Regierungsvorsitzenden des Autonomen Gebiets Tibet.
| Name          | Amtszeit  |
| ------------- | --------- |
| Legqog        | 1998–2003 |
| Qamba Püncog  | 2003–2010 |
| Padma Choling | 2010–2013 |
| Losang Jamcan | 2013–2017 |
| Che Dalha     | 2017–     |